# 舒印彪
舒印彪（1958年7月—），中国能源专家、政治人物，中国工程院院士。

## 生平
1958年出生于河北涿州，毕业于华北电力学院和武汉大学，1982年参加工作，1985年进入国家电网并同年加入中国共产党，2004年担任国家电网总经理助理。2013年担任国家电网董事和总经理。2016年5月担任国家电网董事长和党组书记。2018年11月担任中国华能集团董事长。2018年10月，当选国际电工委员会主席。